# محمدجواد انصاری همدانی

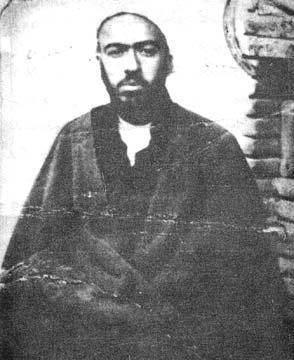
انصاری همدانی در جوانی

محمدجواد انصاری همدانی (۱۲۸۱–۹ اردیبهشت ۱۳۳۹) فقیه و عارف معاصر شیعه بود. فرزند ملا فتحعلی همدانی در شهر همدان و در خانواده‌ای مذهبی به دنیا آمد.

## تحصیل
از هفت سالگی آموختن دروس حوزوی را با صرف و نحو در کنار پدر آغاز کرد. از دوازده سالگی که مقارن با فوت پدر بود، فقه و اصول و برخی از کتب فلسفی را نزد علمای همدان همچون میرزاعلی خلخالی، سیدعرب، علی شهیدی، محمداسماعیل عمادالاسلام و رشته‌های طب خمسه یونانی و زکریای رازی و علم معرفةالنفس و درس اخلاق را در محضر میرزا حسین کوثر همدانی برادر رضا واعظ معروف طی نمود. انصاری همدانی در ۲۴ سالگی به درجه اجتهاد رسید که مورد تأیید علمای قم همچون عبدالکریم حائری، سیدابوالحسن اصفهانی، محمدتقی خوانساری و قمی بروجردی قرار گرفت.

## گرایش به عرفان
وی در ابتدا گرایشی به عرفان نداشت، روزی در دوران طلبگی در همدان می‌شنود که عارفی در لباس اهل علم به همدان آمده و عده‌ای دور وی جمع شده‌اند. وی به قصد ارشاد او هوادارنش وارد جلسه می‌شود و حدود ۲ ساعت سخنرانی می‌کند که «غیر از راه شرع راه دیگری نیست و اگر باشد انحراف محض است.» عارف در پایان سخنان وی نگاهی به او کرده و به او می‌گوید: «به زودی تو خود آتشی به دل سوختگان عالم خواهی زد!»
پس از این رویداد تحولی در درون وی ایجاد می‌شود و برای یافتن پیر و مرشد و راهنمایی در مسیر عشق الهی عموماً از مردم کناره گرفته بارها برای دعا و تضرع در سرما و گرما راهی بیابان می‌شود یا به زیارت حرم فاطمه معصومه به قم می‌رفت که نهایتاً پس از توسلات مکرر فتح بابی از توسل به پیامبر اسلام برای وی حاصل می‌گردد و به درجه‌ای می‌رسد که سید علی قاضی دربارهٔ وی می‌گوید: «ایشان در این راه استادی نداشته و توحید را مستقیماً از خدا گرفته است.»
حالات و سوز و گداز عرفانی‌اش سبب شد تا از سوی برخی تکفیر شود، عبدالکریم حائری (استادش) به وی توصیه می‌کرد که حالاتش را کتمان کند. این دوران که از حدود ۲۸ سالگی وی آغاز می‌شود با بی‌قراری و التهاب تا حدود ۴۰ سالگی‌اش ادامه می‌یابد تا به آرامش می‌رسد.

## استادان
استادان فقه و اصول
- میرزا علی خلخالی
- سید علی عرب
- علی شهیدی
- محمد اسماعیل عماد الاسلام
- محمدکاظم شیرازی

سایر استادان
- فتحعلی انصاری همدانی (صرف و نحو-پدر وی)
- میرزا حسین کوثر همدانی (طب، علم معرفت نفس و اخلاق)
- شیخ عبدالکریم حائری یزدی

## شاگردان
- حسنعلی نجابت شیرازی
- سید عبدالحسین دستغیب
- کریم محمودحقیقی
- سید محمدمهدی دستغیب (برادر عبدالحسین دستغیب و تولیت آستان شاه چراغ)
- سید علی‌محمد دستغیب (خواهرزاده عبدالحسین دستغیب)
- سید محمدحسین حسینی تهرانی
- اسماعیل دولابی
- حاج هادی ابهری
- سید حسین یعقوبی قائنی
- سید عبدالله فاطمی شیرازی
- سید جلال تناوش (داماد وی)
- افراسیابی (داماد وی)
- حاج محمدحسن شرکت
- حاج محسن شرکت
- محمد ابراهیم اسلامیه (داماد وی)
- محمد جابری عربلو
- غلامحسین سبزواری
- غلامحسین همایونی
- محمد حسن بیاتی
- سید احمد حسینیان
- اسماعیل تخته سنگی (مهدوی نیا)
- سید احمد حسینی همدانی

## غزلی عرفانی
غزلی عرفانی از انصاری همدانی:
منزلگه آن یار اگر خانه من بود
فردوس برین گوشه کاشانه من بود
شاهان جهان را نشدی هیچ میسر
آن گنج مرادی که به ویرانه من بود
هر گوشه چشمی که نمود آن شه خوبان
تیری به دل خسته دیوانه من بود
گرسوخت مرا جلوه دیدار عجب نیست
کان شمع مراد دل دیوانه من بود
هر ناحیه شد جلوه گر از حسن نگاری
از پرتو آن دلبر جانانه من بود
گر هوش مرا برد لبش روح و روان داد
کان آب حیات و می و میخانه من بود
برد آن خم ابرو، ز کنشتم سوی محراب
در بی‌خبری دید که بتخانه من بود
لطف ازلی گفت که ای فانی محروم
آزادیت از پند حکیمانه من بود